# Sapor
Sapor – potrawa kuchni staropolskiej; to ostry i gęsty sos, przygotowywany najczęściej z bulionu, z dodatkiem jaj.